# Gerhard Klotter
Gerhard Klotter (* 13. Juli 1955) ist ehemaliger Landespolizeipräsident von Baden-Württemberg und ehemaliger Polizeipräsident von Mannheim.

## Beruflicher Werdegang
Gerhard Klotter nahm 1974 nach dem Abitur den Polizeidienst in der Polizei Baden-Württemberg auf. 1979 stieg er in den gehobenen und 1989 in den  höheren Polizeivollzugsdienst auf. Von 1991 bis 1992 war er mit dem Aufbau der Landespolizeischule Sachsen befasst und leitete diese. 1995 bis 1996 nahm er am zehnten Kurs der Führungsakademie Baden-Württemberg teil. Zwischen 1997 und 1998 war er im Innenministerium Baden-Württemberg – Landespolizeipräsidium Referent für Öffentlichkeitsarbeit. Ab 2000 leitete er die Wasserschutzpolizei Baden-Württemberg und war ab 2003 Gesamtprojektverantwortlicher für die Modernisierung der Kommunikations- und Informationssysteme der Polizei.
2007 wurde er als Polizeipräsident Leiter des Polizeipräsidiums Mannheim.
2011 stieg er zum Inspekteur der Polizei in Baden-Württemberg auf. In dieser Funktion war er von 2012 bis 2013 auch Gesamtprojektverantwortlicher für die Polizeistrukturreform der Polizei Baden-Württemberg. Die Nachfolge in Mannheim übernahm Caren Denner.
Ab 1. Oktober 2013 war er Landespolizeipräsident von Baden-Württemberg. In dieser Funktion ist er gleichzeitig Vertreter Baden-Württembergs im Arbeitskreis Innere Sicherheit (AK II) der Innenministerkonferenz und Vorsitzender der Projektleitung des Programms Polizeiliche Kriminalprävention der Länder und des Bundes.
Zum 31. Dezember 2019 trat Klotter in den Ruhestand. Nachfolgerin wurde Stefanie Hinz als erste Landespolizeipräsidentin des Landes Baden-Württemberg.